# Mittelmeerspiele 2022/Bogenschießen
Bei den Mittelmeerspielen 2022 in Oran, Algerien, fanden vom 29. Juni bis 1. Juli insgesamt fünf Wettbewerbe im Bogenschießen statt, jeweils zwei bei den Männern und bei den Frauen sowie ein Wettbewerb im Mixed. Austragungsort war der Annex Stadium Olympic Complex.

## Bilanz

### Medaillenspiegel
| Platz  | Land       | Gold | Silber | Bronze | Gesamt |
| ------ | ---------- | ---- | ------ | ------ | ------ |
| 1      | Türkei     | 2    | 1      | 1      | 4      |
| 2      | Italien    | 1    | 3      | 1      | 5      |
| 3      | Spanien    | 1    | 1      | 1      | 3      |
| 4      | Frankreich | 1    | —      | 2      | 3      |
| Gesamt | Gesamt     | 5    | 5      | 5      | 15     |

### Medaillengewinner
Männer
| Disziplin  | Gold                                                    | Silber                                          | Bronze                                       |
| ---------- | ------------------------------------------------------- | ----------------------------------------------- | -------------------------------------------- |
| Einzel     | Federico Musolesi                                       | Mete Gazoz                                      | Mauro Nespoli                                |
| Mannschaft | FrankreichIban Bariteaud Nicolas Bernardi Romain Fichet | SpanienPablo Acha Miguel Alvariño Daniel Castro | TürkeiSamet Ak Mete Gazoz Abdullah Yıldırmış |

Frauen
| Disziplin  | Gold                                                     | Silber                                                  | Bronze                                                  |
| ---------- | -------------------------------------------------------- | ------------------------------------------------------- | ------------------------------------------------------- |
| Einzel     | Leyre Fernández                                          | Lucilla Boari                                           | Anaëlle Florent                                         |
| Mannschaft | TürkeiYasemin Anagöz Ezgi Başaran Gülnaz Büşranur Coşkun | ItalienTatiana Andreoli Lucilla Boari Chiara Rebagliati | FrankreichAnaëlle Florent Lucie Maunier Lauréna Villard |

Mixed
| Disziplin  | Gold                            | Silber                             | Bronze                              |
| ---------- | ------------------------------- | ---------------------------------- | ----------------------------------- |
| Mannschaft | TürkeiYasemin Anagöz Mete Gazoz | ItalienLucilla Boari Mauro Nespoli | SpanienElia Canales Miguel Alvariño |